# 埴谷雄高
埴谷 雄高（はにや ゆたか、1909年〈明治42年〉12月19日 - 1997年〈平成9年〉2月19日）は、日本の政治・思想評論家、小説家。本名は般若 豊（）。
共産党に入党し、検挙された。カント、ドストエフスキーに影響され、意識と存在の追究が文学の基調となる。戦後、「近代文学」創刊に参加。作品に『死霊』(1946年 - 未完)、『虚空』(1960年)などがある。

## 来歴・人物
台湾の新竹に生まれる。子供の頃から身体が弱く、常に死を身近に感じていたという。子供心に台湾において「支配者としての日本人」を強く意識し、罪悪感を覚えていた。
青年期に思想家マックス・シュティルナーの主著『唯一者とその所有』の影響を受け、個人主義的アナキズムに強いシンパシーを抱きつつ、ウラジーミル・レーニンの著作『国家と革命』に述べられた国家の消滅に一縷の望みを託し、マルクス主義に接近、日本共産党に入党し、もっぱら地下活動（農民団体「全農全会派」のオルグ活動）に従事し、思想犯取り締まりのため、1932年に逮捕された。検挙後、埴谷は未決囚として豊多摩刑務所に収監され、形式的な転向によって釈放された。
獄中ではカント、ドストエフスキーから圧倒的な影響を受けたという（ロシア文学については早くから影響を受け思索を強めていたものの、この時期を経てドストエフスキーを第一に挙げるようになり、実際に多くのドストエフスキー論を著している）。出獄後は経済雑誌の編集に携わり、敗戦を迎えた。元マルクス主義者、主義からの転向者と呼ばれることが多いが、シュティルナーの「創造的虚無」を自己の思考の根底に据えることは、終生変わることがなかった。
代表作は、存在の秘密や大宇宙について語りつくさんとし、第一章が『近代文学』創刊号（昭和20年12月30日付）に掲載された大長篇小説『死靈（しれい）』。全12章予定で未完作となったが幾度かの空白を挟み書き続け、死の直前まで第9章までを書き継いだ。ほぼ全編を、物語でなく観念的議論によって進行する世界文学史においても未曾有の形而上学的思弁小説であり、この一作で比類ない評価を受けた。他に埴谷自身が決定的な影響を受けたドストエフスキー論が著名。
埴谷の没した日には、有志によって「アンドロメダ忌」という記念会が催されている。

## 経歴
- 1909年（明治42年）12月19日（戸籍上は1910年（明治43年）1月1日）、台湾の新竹に生まれる[2]。本籍は福島県相馬郡小高町 （現・南相馬市 ）[2]。父三郎の実家・般若家は代々奥州相馬氏に仕え、磐城国相馬中村藩士（剣道指南役）として明治維新を迎えた[2]。三郎は税務官吏として台湾に渡り、後台湾精糖株式会社に勤務した[2]。母方の曽祖父は薩摩藩の陽明学者の伊東猛右衛門[2]。父の転勤に伴い、幼少期を屏東で過ごす[2]。
- 1923年（大正12年）、東京に引っ越す。
- 1927年（昭和2年）3月、目白中学卒業。浦和高等学校 (旧制)の受験に失敗[3]。
- 1928年（昭和3年）、日本大学予科に編入学。
- 1930年（昭和5年）、日本大学を退学。
- 1931年（昭和6年）、日本共産党に入党。5月、逮捕を逃れて地下生活に入る。
- 1932年（昭和7年）3月、小石川原町の同志宅を訪ねたところ、張り込みの警官に逮捕される。50日余りを警視庁富坂署の留置場で過ごした後､5月に不敬罪および治安維持法違反によって起訴され、五・一五事件の日に豊多摩刑務所の拘置区へ移管され、未決囚として過ごす。独房でカントの『純粋理性批判』を読み、終生影響される。
- 1933年（昭和8年）、結核により病監へ移される。2月、「天皇制を認めるならマルクス主義を奉じてもよい」と検察から説得され、転向の上申書を提出し、11月、懲役2年・執行猶予4年の有罪判決を受けて出所。上申書の内容は宇宙論であり、「太陽系の中で地球は最初に滅亡する。天皇制はそれ以前に滅亡するが､かなり長く続く」といったものだった（『無限の相のもとに』p.195）。
- 1941年（昭和16年）12月9日、予防拘禁法により特高に拘引され、年末まで豊多摩刑務所の予防拘禁所に拘留される。
- 1942年（昭和17年）、『ダニューブ』を翻訳。
- 1943年（昭和18年）、『偉大なる憤怒の書』を翻訳。
- 1946年（昭和21年）、山室静・平野謙・本多秋五・荒正人・佐々木基一・小田切秀雄とともに雑誌『近代文学』を創刊。畢生の大作『死靈』を連載開始。
- 1950年（昭和25年）、『不合理ゆえに吾信ず』を刊行。この年腸結核を患い、4年間の療養生活を送る。
- 1962年（昭和37年）、松田政男、山口健二、川仁宏らがを企画した自立学校において、谷川雁、吉本隆明、黒田寛一らとともに講師をつとめた。
- 1970年（昭和45年）、『闇のなかの黒い馬』を刊行。同作で、第6回谷崎潤一郎賞を受賞。
- 1971年（昭和46年）、『埴谷雄高作品集』を刊行。
- 1975年（昭和50年）、26年ぶりに『死靈』の第五章を発表。
- 1976年（昭和51年）、『死靈』全五章で日本文学大賞を受賞。
- 1981年（昭和56年）、『死靈』の第六章を発表。
- 1984年（昭和59年）、『死靈』の第七章を発表。
- 1986年（昭和61年）、『死靈』の第八章を発表。
- 1990年（平成2年）、これまでの業績により、藤村記念歴程賞を受賞。
- 1995年（平成7年）、『死靈』の第九章を発表。
- 1997年（平成9年）2月19日、脳梗塞のため[4]吉祥寺の自宅で逝去。青山墓地(1イ4-6甲)に葬られる。埴谷雄高忌は「アンドロメダ忌」と称されている。
- 1998年（平成10年）　『埴谷雄高全集』刊行開始（‐2001年）。

## 評価
立石伯、柘植光彦、白川正芳、川西政明、鹿島徹らの作家研究がある。
埴谷を尊敬する著名な支持者に、北杜夫、鶴見俊輔、立花隆がいた。立花は著書で、60年安保世代の大学生にとって埴谷は神様のような存在だったと述懐しており、そのため初対面時には非常に緊張したとのことである。鶴見は埴谷の没後に作家論を著した。
埴谷は、新人作家の発見や紹介推薦に優れた力を発揮したことで知られる。無名時代の安部公房の才能を、石川淳とともに見出して文壇に推したのは埴谷である。それ以外にも、高橋和巳、辻邦生、倉橋由美子、北杜夫、加賀乙彦などの新人作家の才能を発見して育成している。
一般的には批評や創作自体の評価よりも（そもそも創作自体が非常に寡作であるが）「『死靈』の作者」との認識が強く、また実際に『死靈』自体の評価は非常に高いのだが、それ以外は今日あまり顧みられていないのが現状である。しかし往時は新左翼系の読者までも多く抱え、独自の視点から（例えば鶴見俊輔は埴谷を「国家の形と見あう一定の型」からはずれている、と評した）の提言に対する評価は高かった。
三島由紀夫は「埴谷雄高氏は戦後の日本の夜を完全に支配した」と、埴谷の文学に賛辞をおくっている。
蓮實重彦は、「学生運動ほか」をめぐる座談で、埴谷について結局のところ人間関係しか残らない程度の作業しかしておらず、「なにが偉いのかまったくわからない」と埴谷を断じた。なおこの座談の参加者であった上野昻志・スガ秀実もおおむね蓮實の批判に同意している。これに対して立花隆は、埴谷に対する蓮實らの評価を批判するとともに、蓮實が鶴見俊輔を馬鹿扱いしていることについても、同様に批判した。
江藤淳は、埴谷の「死霊」を、「読んでいてところどころ眠くなる作品」として、埴谷の存在を「昭和10年代左翼の延長」としてとらえるべきだ、と否定的見解を示している。
柄谷行人は、埴谷の思考の徹底性を認めつつも、全体的には埴谷の存在に批判的な論考を多く記している。
全共闘から右派リバタリアンに転向した笠井潔は、埴谷についてカントの影響を受けたと自称しているが実際は埴谷は獄中で徹底したヘーゲル主義者に転じたと考えられるとしている。埴谷の思考スタイルは、20世紀的現実の制約を受けていないぶん、「マルクス主義よりさらに危険なもの」であると笠井はいう。　
吉本隆明は、埴谷の文学作品と政治理論の双方を非常に高く評価し、「死霊」第五章を、「死というものを瞬間的にでなく、段階的・思索的にとらえた日本近代文学史上はじめての作品」とし、またその政治理論についても「革命家は行動を起こさなければいけないという観念論ではなく、未来のビジョンを示せばよいということを示したコペルニクス的回転である」とした。しかし、吉本・埴谷の両者は、1980年代に関係が断絶してしまう。吉本は、大江健三郎・中野孝次・晩年の埴谷雄高など左翼はずっと「戦争はダメ」「自分たちは平和主義者」と主張してきたが、それは「戦争自体がダメ」という観点とはまるで違い、そのことでいえば大江・中野・埴谷は全て落第と評価している。大江・中野・埴谷がやった反核運動で主張したことは、アメリカの核はダメだが、ソ連の核はオーケーだという考え方だという。大江・中野・埴谷は「戦争はダメ」「平和を守れ」と主張するが、戦争になれば、それまでの主張は忘れて、戦争を革命の絶好の好機と考え方を変えるに決まっている、と評している。しかし、埴谷の死後の『群像』の追悼特集で、吉本は埴谷を、日本史上稀有の文学者であり思想家であったと追悼している。
池田晶子は埴谷の作品の哲学的センスを哲学専門家の立場から大きく認めている。

## 逸話
- 結核に罹患していたために、徴兵を免れた。
- 話をするときに手に持っているもので机やテーブルを叩く癖があり、メガネを200個以上も壊したという。
- 武蔵野市吉祥寺の自宅の両隣と向かいに家作を持っていた。転向による釈放後、息子がまともに就職出来ないであろうと思った母親が購入したもので、戦前の埴谷は、一時経済新聞への勤務歴はあったものの、主にこの家作からの家賃や売却益で生活していた。大岡昇平との対談集『二つの同時代史』によると、結核が発覚した1950年までにこれらは全て売り払ったという。
- 腸結核が発覚した1950年から約4年間、生活のために自宅で賄い付き下宿を営んでいた。発覚時、埴谷は夫人の勧めにもかかわらず療養所への入院を拒み、自宅を売って転地療養すると主張していた。当時『近代文学』の編集を手伝っていた平田次三郎がそれを知り、埴谷に強く勧めたもので、下宿生には一橋大学の学生が多かったという。翻訳家の常盤新平も埴谷家に寄宿した一人である。
- 北杜夫は1960年代に埴谷の自宅を訪れた際、ラジオのチューンをさまざまに調整しては各球場の経過を聴いていたプロ野球好きの埴谷の姿をエッセイに書いている。北は無名時代の自分を認めてくれた埴谷を生涯にわたって尊敬しており、ときどき埴谷の自宅に遊びに行ったが、ある日埴谷が不在で、埴谷夫人に「主人はいま駅前のパチンコにいってますよ」といわれ驚き、「埴谷さんの難解高尚な文学のイメージとパチンコがどうしても噛み合わない」と思いながらそのパチンコ屋にむかった。「埴谷さんのような類稀なる大文学者は不器用で、パチンコではすってばかりいるだろう」と思いきや埴谷の席にいくと、大当たりの連続でパチンコ玉の箱が何杯も積み上げられており、北は再び驚いた、というエピソードも書いている。埴谷は株式取引にも非常に詳しく、北が株に手を出して損をしたときに適切なアドバイスをしてくれたり、また埴谷が北の家に出向いたとき、埴谷の多面にわたる博識に感心した高校生の北の娘の斎藤由香が、高卒で終わるのではなく大学に進学し勉強することをその晩に決意し北を感激させたというようなこともあった[9]。このような博識で多趣味な人物であったことも、埴谷が多くの作家や編集者に慕われる理由であった。なお北は埴谷と二冊の対談集を出している。
- ハンガリー産のトカイワイン、特に「アスー3プットニョシュ」を愛飲していた。かなりの酒豪で、晩年になっても明け方まで都内を飲み歩くことがしばしばだった。
- 武田泰淳、大岡昇平、平野謙、井上光晴、小川国夫、島田雅彦らとの親交を中心に、文壇全体と広い交友があった。埴谷は大岡昇平との対談で、吉本隆明を「警察のスパイ」と批判したことがある。また、吉本隆明と、コム・デ・ギャルソン論争で激しく対決した。これは1982年の反核アピールを吉本が批判したところに端を発したものだが、同じ頃、埴谷に日頃批判的な中上健次が早朝埴谷に電話をかけてきて「お前を殺してやる」と言ったという。これに対し普段は温厚な埴谷が「お前になんか殺されてたまるか！」と電話口で激怒すると、その中上の電話は不意に切れたという[10]。
- 他の作家や編集者から「埴谷先生」と呼ばれると、「私は人にものを教えている訳ではありませんから、先生ではありません。『埴谷さん』でいいです」と常に答えていたという。
- 文庫本は発表後1世紀以上を経た作品のみにすべきとの考えから、自分の作品は文庫化しないと公言していた。事実、生前には文庫本は一切出される事はなく、没後『死靈』と『埴谷雄高評論選』が文庫化された。
- 埴谷は妻の死後に武蔵境の自宅を講談社の子会社・音羽建設[要検証 – ノート]へ売却。その売却益で生計をたてていた。そして「群像」へ「死霊」の原稿を書き告ぐ約束でそのまま武蔵境の自宅に住み続けた。
- 18歳の時、演劇をしていた頃、素人女優に一目惚れされて「惚れたんなら来ればいいだろう」の一言で結婚した。のちに「女房よりいい女がたくさんいる」ことに気づき､後悔した時に日本共産党に入ったという[11]。のち、40歳を過ぎてから結核が治ったので、おくてながら遊蕩を始めたという[12]。
- 「自分でいろんなことを考える決着がつくまでは子供は作らない」との思いから、戦前に妻が3回ほど妊娠した際も、出産を望まなかった。堕胎が犯罪とされていた時代だが妻は医者を見付けて堕胎し、その後、子宮の不調から戦時中に子宮を摘出したため、その後も子をなすことはなかった。妻は子供を産まなかったのを恨み、埴谷も「女房は非常に気の毒だ」と振り返ったが、戦後になって妻は「子供がなくてよかった」と言ったこともあるという[13]。

## 著書

### 単著
- 『フランドル画家論抄』洸林堂書房、1944（宇田川嘉彦名義）
- 『ロダン』洸林堂書店、1942（作品編著、宇田川嘉彦名義）
- 『死靈』第1　真善美社 1948
- 『不合理ゆえに吾信ず：Credo, quia absurdum.』月曜書房 1950、現代思潮社 1961（アフォリズム集）
- 『虚空』現代思潮社 1960、新版1973 - 小説・戯曲
- 『ドストエフスキイ－その生涯と作品』日本放送出版協会〈NHKブックス〉1965。ラジオ放送テキストを増訂
- 『影絵の世界－ロシア文学と私』平凡社 1967、筑摩叢書 1991、平凡社ライブラリー 1997。自伝エッセイ
- 『闇のなかの黒い馬　夢についての九つの短篇』河出書房新社 1970。小説集
- 『姿なき司祭　ソ聯東欧紀行』河出書房新社 1970
- 『埴谷雄高作品集』全15巻別巻1、河出書房新社 1971-1981
  - 「作品集 第10巻　ドストエフスキイ論集」1987
- 『欧州紀行』中公新書 1972
- 『死靈 定本』（1-5章）講談社 1976
- 『埴谷雄高ドストエフスキイ全論集』講談社 1979
- 『埴谷雄高準詩集』水兵社 1979
- 『死靈 六章』講談社 1981
  - 死霊Ⅰ、死霊Ⅱ、講談社 1981 - 同時期に刊（1-3章と4-6章）
- 『死靈 七章』講談社 1984
- 『死靈 八章』講談社 1986
- 『死靈 九章』講談社 1995
  - 死霊Ⅲ、講談社 1996（7-9章）

没後刊行
- 『埴谷雄高エッセンス』（編・石井恭二）河出書房新社 1997
- 『散歩者の夢想』角川春樹事務所 1997（ランティエ叢書）
- 『影絵の時代(抄)／内界の青い花』（遠丸立解説、作家の自伝）日本図書センター 1999
- 『埴谷雄高全集』全19巻別巻1、講談社 1998-2001
- 『死霊』全3巻 講談社文芸文庫 2003
- 『埴谷雄高思想論集』講談社文芸文庫 2004
- 『埴谷雄高文学論集』講談社文芸文庫 2004
- 『埴谷雄高政治論集』講談社文芸文庫 2004 - 各 立石伯編
- 『幻視の詩学 わたしのなかの詩と詩人』思潮社 2005（詩の森文庫） - 新書判
- 『埴谷雄高集　戦後文学エッセイ選3』影書房 2005
- 『埴谷雄高　影絵の世界』（人間の記録）日本図書センター 2012
- 『酒と戦後派 人物随想集』講談社文芸文庫　2015

#### 評論集
- 『濠渠と風車』未來社 1957
- 『鞭と独楽』未來社 1957
- 『幻視のなかの政治』中央公論社 1960、未來社 1963
- 『墓銘と影絵』未來社 1961
- 『闇のなかの思想－形而上学的映画論』三一新書 1962、潮出版社 1978（増訂版）
- 『罠と拍車』未來社 1962
- 『垂鉛と弾機』未來社 1962
- 『甕と蜉蝣』未來社 1964
- 『振子と坩堝』未來社 1964
- 『弥撒と鷹』未來社 1966
- 『渦動と天秤』未來社 1968
- 『埴谷雄高評論選書』全3巻、講談社 1973
  - 第1巻 政治論集、第2巻 思想論集、第3巻 文学論集
- 『石棺と年輪－影絵の世界』未來社 1976
- 『戦後の文学者たち』構想社 1976。作家・評論集
- 『影絵の時代』河出書房新社 1977。随筆集
- 『蓮と海嘯』未來社 1977
- 『薄明のなかの思想 宇宙論的人間論』筑摩書房（ちくまぶっくす） 1978
- 『光速者 宇宙・人間・想像力』作品社 1979
- 『内界の青い花 病と死にまつわるエッセイ』作品社 1980。随筆集
- 『天頂と潮汐』未來社 1980
- 『戦後の先行者たち 同時代追悼文集』影書房 1984
- 『暈と極冠』未來社 1984
- 『ラインの白い霧とアクロポリスの円柱』福武書店 1986。紀行・評論集
- 『謎とき『大審問官』』福武書店 1990
- 『雁と胡椒』未來社 1990
- 『滑車と風洞』未來社 1991
- 『虹と睡蓮』未來社 1995
- 『螺旋と蒼穹』未來社 1995

### 対話集
- 『架空と現実』 南北社 1968、未來社 1969
- 『凝視と密着』 未來社 1969
- 『兜と冥府』 未來社 1970
- 『橄欖と瑩窟』 未來社 1972
- 『黙示と発端』 未來社 1974
- 『鐘と遊星』 未來社 1975
- 『天啓と窮極』 未來社 1976
- 『微塵と出現』 未來社 1982
- 『単独と永劫』 未來社 1983
- 『覚醒と寂滅』 未來社 1986
- 『無限と中軸』 未來社 1990
- 『重力と真空』 未來社 1991
- 『超時と没我』 未來社 1996
- 『跳躍と浸潤』 未來社 1996
- 『瞬発と残響』 未來社 1996

共著
- 『意識 革命 宇宙』対談：吉本隆明 河出書房新社 1975、新版1997
- 『思索的渇望の世界』聞き手：吉本隆明・秋山駿 中央公論社 1976
  - 『系譜なき難解さ　小説家と批評家の対話』講談社文芸文庫 2025.2 - 上記2冊の改訂新版
- 『さびしい文学者の時代 「妄想病」対「躁鬱病」』対談：北杜夫 中央公論社 1982、中公文庫 2009
- 『難解人間vs躁鬱人間』対談：北杜夫 中央公論社 1990、中公文庫 2009
- 『闇のなかの夢想－映画学講義』小川国夫 朝日出版社〈Lecture books〉1982
- 『隠された無限－往復書簡<終末>の彼方に』小川国夫 岩波書店　1988
- 『二つの同時代史』対談：大岡昇平　岩波書店 1984、岩波現代文庫 2009
- 『幻視者宣言－映画・音楽・文学』（丸山眞男との対談ほか）三一書房 1994
- 『埴谷雄高語る』（聞き手・栗原幸夫）河合文化教育研究所 1994
- 『生老病死』（樋口覚対談）三輪書店 1994
- 『生命・宇宙・人類』（聞き手・立花隆）角川春樹事務所 1996
- 『無限の相のもとに』（立花隆対話）平凡社 1997
- 『埴谷雄高は最後にこう語った』（聞き手・松本健一）毎日新聞社 1997
- 『埴谷雄高独白 「死霊」の世界』（責任編集・白川正芳）日本放送出版協会 1997

### 編著
- 『戦後日本思想大系 6　革命の思想』編　筑摩書房 1969
- 『高橋和巳論』 河出書房新社 1972
- 『武田泰淳研究　武田泰淳全集 別巻』 筑摩書房 1973
- 『内ゲバの論理 テロリズムとは何か』 三一新書 1974
- 『『青年の環』論集』 河出書房新社 1974
- 『精神のリレー』（講演集）島尾敏雄ほか全6名、河出書房新社 1976
- 『日本の名随筆14　夢』編　作品社 1984

### 翻訳
- エミール・レンギル『ダニューブ』（伊藤敏夫名義）地平社 1942
- ウオルィンスキイ 『偉大なる憤怒の書―ドストイェフスキイ「悪靈」研究』興風館 1943
　復刻版「ドストエフスキイ文献集成　第16巻」大空社　1996
  - ドストエフスキイ 「芸術家の病誌シリーズ」みすず書房 1959
　偉大なる憤怒の書 ドストエフスキィ『悪霊』研究　みすず書房 1970。改装版
  - 『ドストエフスキイ』みすず書房 1987
　大島かおり訳「美の悲劇『白痴』研究」と、川崎浹訳「『カラマーゾフの王国』」を併せた新版